# نادي كراكوفيا
نادي كراكوفيا (بالبولندية: KS Cracovia) نادي كرة قدم بولندي يلعب في دوري الدرجة الممتازة. تم تأسيس النادي عام 1906.